# Grandfield
Grandfield é uma cidade localizada no estado norte-americano de Oklahoma, no Condado de Tillman.

## Demografia
Segundo o censo norte-americano de 2000, a sua população era de 1110 habitantes.
Em 2006, foi estimada uma população de 1002, um decréscimo de 108 (-9.7%).

## Geografia
De acordo com o United States Census Bureau tem uma área de
2,1 km², dos quais 2,1 km² cobertos por terra e 0,0 km² cobertos por água. Grandfield localiza-se a aproximadamente 345 m acima do nível do mar.

## Localidades na vizinhança
O diagrama seguinte representa as localidades num raio de 24 km ao redor de Grandfield.